# Dioundiou
Dioundiou – miasto w Nigrze, w regionie Dosso, w departamencie Gaya.